# Migrazione longobarda

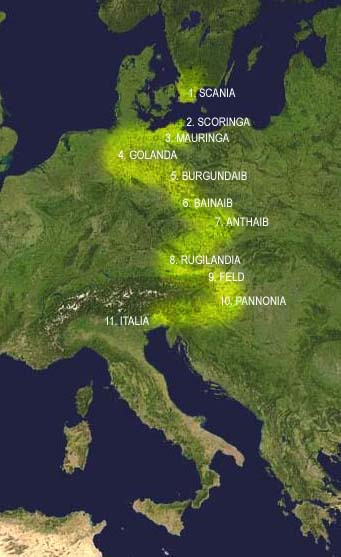
Le principali tappe della migrazione dei Longobardi.

La migrazione longobarda fu un processo plurisecolare che portò il popolo germanico dei Longobardi dalla patria originaria (Scandinavia meridionale, occupata nel I secolo a.C.) alla penisola italiana, raggiunta nel VI secolo d.C.. Dopo essere approdato sulla sponda sud-occidentale del Mar Baltico (ancora nel I secolo a.C.), il popolo germanico risalì il corso del fiume Elba (I-IV secolo d.C.) per arrivare ad attestarsi lungo il medio corso del Danubio (IV-VI secolo). Da qui, nel 568, i Longobardi mossero verso la penisola italica, che occuparono - anche se non completamente - fino alle aree meridionali, fondandovi un regno che sarebbe durato fino al 774.
Durante l'intero processo migratorio, svoltosi in base alle esigenze contingenti del momento e non secondo un piano preordinato, i Longobardi vennero ripetutamente in contatto con altre popolazioni, sia germaniche sia di altra origine. Con esse i Longobardi ebbero frequenti scontri armati, ma coltivarono anche rapporti commerciali più pacifici; gli uni e gli altri rapporti modificarono profondamente, nel corso dei secoli, la composizione etnica del popolo, le cui strutture sociali, culturali e istituzionali conservarono comunque gran parte delle proprie radici germaniche. Nel corso della migrazione, nuclei di longobardi si staccarono più volte dal grosso del popolo, seguendo percorsi autonomi e indipendenti.

## Lo stanziamento sul basso Elba
Secondo il loro mito delle origini, confermato anche da testimonianze storiche e archeologiche, i Longobardi erano originari della Scania, l'estremità meridionale della penisola scandinava. Gli storici concordano nel collocare la prima tappa della migrazione longobarda verso sud, la "Scoringa", presso le coste sudoccidentali del Mar Baltico, identificandola forse con l'isola di Rügen, forse con la Zelanda o Lolland. Tale movimento migratorio avvenne con ogni probabilità ancora nel I secolo a.C...
Superati gli ostacoli rappresentati dai Vandali e dagli Assipitti, i Longobardi ripresero la loro marcia verso sud e si stabilirono prima in "Mauringa", dove incrementarono le file dei combattenti concedendo il rango di liberi a numerosi schiavi, e poi in "Golanda". L'identificazione di questi territori è ancora oggetto di dibattito tra gli storici, ma si tratta comunque di aree comprese tra le sponde del Baltico e il fiume Elba, dove sono state rinvenute tombe longobarde con corredi di armi, di ornamenti e di caratteristiche ceramiche, identici a quelli rinvenute nelle successive aree di migrazione dei Longobardi.

### I contatti con i Germani occidentali e l'Impero romano

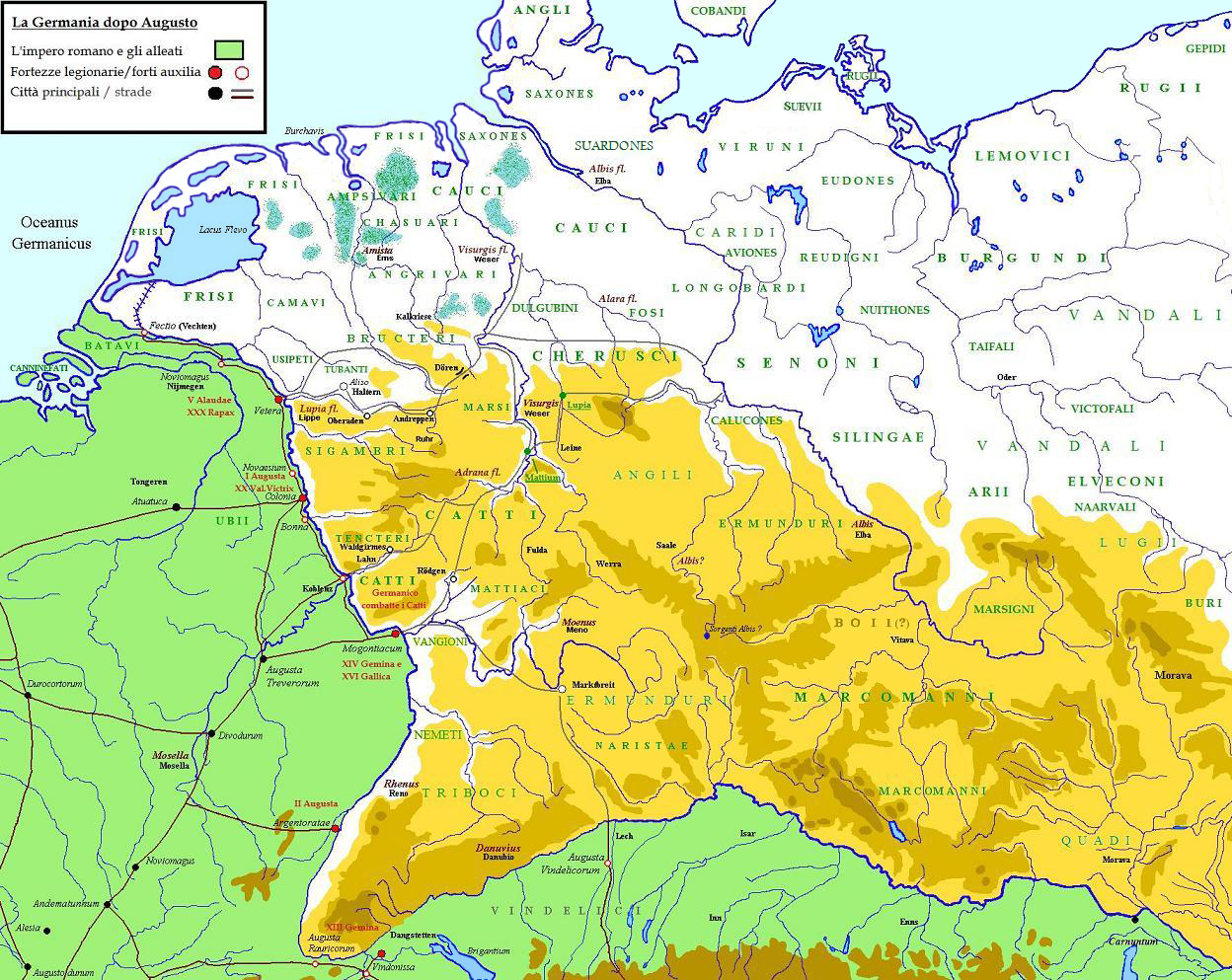
I popoli germanici nel I secolo, secondo la Germania di Tacito. I Longobardi erano stanziati presso il basso e medio Elba, in prossimità dei popoli germanici occidentali (tanto da essere dallo stesso Tacito inseriti tra gli Herminones, appunto Germani occidentali).

Il primo contatto dei Longobardi con i Romani risale al 5 d.C., durante la campagna germanica di Tiberio. Ricorda Velleio Patercolo, che accompagnava la spedizione di Tiberio:
(Velleio Patercolo, Historiae romanae ad M. Vinicium libri duo, II, 106.2)
Dopo la sconfitta subita a opera delle legioni di Tiberio, i Longobardi si rifugiarono sulla riva destra dell'Elba e si raccolsero, insieme a tutti i Germani della regione non ancora sottomessi dall'esercito romano, sotto la guida di Maroboduo, re dei Marcomanni. A quest'epoca i Longobardi erano un popolo numericamente esiguo, tanto da dover entrare in più ampie coalizioni militari con i vicini popoli germanici occidentali, all'interno delle quali il valore militare consentì tuttavia loro di affermarsi contro i propri vicini, in particolare i Semnoni.
Pochi anni dopo si allearono però con Arminio, il re dei Cherusci vittorioso sulle legioni di Varo nella battaglia della foresta di Teutoburgo, e nel 18 d.C. sconfissero lo stesso Maroboduo. L'apporto longobardo all'interno delle coalizioni germaniche del tempo fu tanto influente da consentire loro di restaurare sul trono dei Cherusci il re Italico, che era stato deposto dal suo popolo (47 d.C.).
La successiva menzione storica dei Longobardi si deve a Tacito, che nel suo saggio Germania (98 d.C.) conferma lo stanziamento alle foci dell'Elba, presso l'odierna Amburgo. Tacito considera i Longobardi una tribù degli Svevi (Germani occidentali) e ne sottolinea il valore, confermando indirettamente le tradizioni riportate da Paolo Diacono e dall'Origo:
(Publio Cornelio Tacito, Germania, XL)

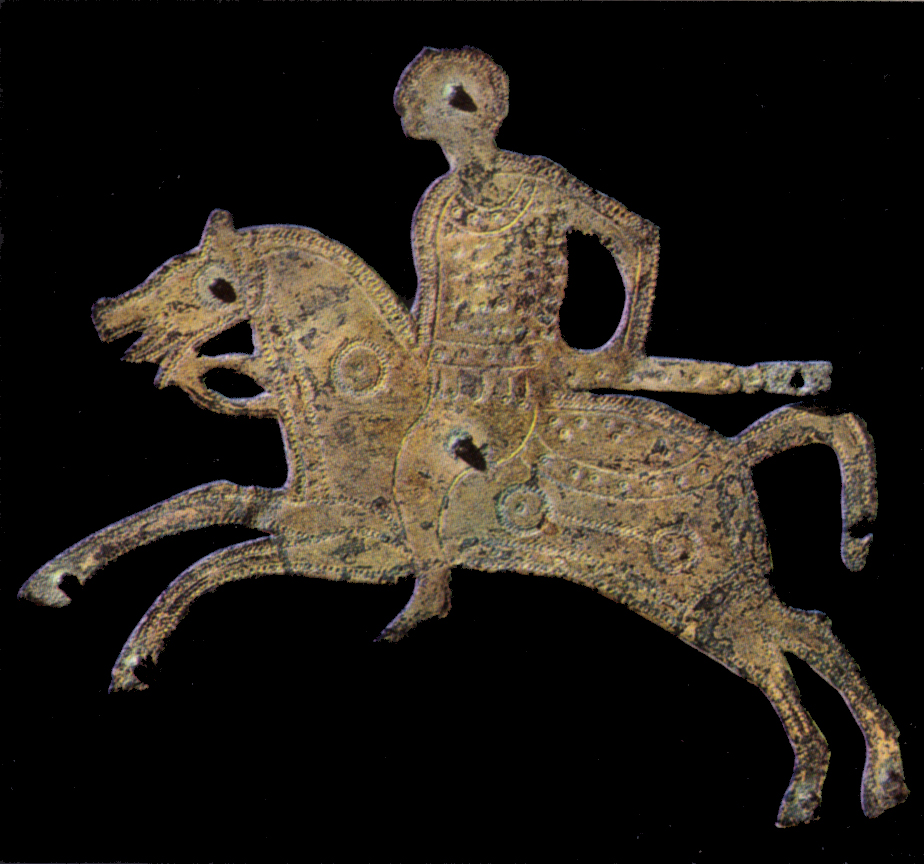
Oreficeria longobarda: Cavaliere, lastrina in bronzo dorato dello Scudo di Stabio, VII secolo. Berna, Historisches Museum.

Circa settant'anni dopo la Germania di Tacito, i Longobardi sono annoverati fra le popolazioni coinvolte nella prima campagna (167–169) di combattimenti fra le legioni romane di Marco Aurelio e numerosi popoli, tra cui spiccavano Marcomanni, Quadi, Vandali e Sarmati, che premevano ai confini dell'Impero romano. La guerra, che chiudeva un lungo periodo di pace, mise in evidenza il valore dei Longobardi, e al tempo stesso consentì loro di conoscere nuove regioni, di apprendere nuove tattiche militari e, soprattutto, di arricchirsi con le razzie. Nel 167 i Longobardi presero parte, insieme ad altre tribù della Germania settentrionale, all'incursione in Pannonia superiore.
Una colonna di seimila armati tra Longobardi e Osii attraversò le terre dei Quadi, superò il Danubio e invase i territori dell'Impero. Si trattava soltanto dell'incursione di un reparto di guerrieri, poiché l'intera tribù avrebbe continuato a risiedere ancora per secoli sulle due sponde del basso corso dell'Elba. È possibile che la colonna longobarda avesse percorso parte della valle dell'Elba fino all'odierna Slesia, per proseguire in direzione del fiume Váh, che si trovava di fronte alla fortezza legionaria di Brigetio (presso l'attuale Győr, in Ungheria). Qui però i guerrieri furono intercettati da alcune unità di fanteria e di cavalleria romane, che li sconfissero e li ricacciarono nelle loro terre, respinti ancor prima che potessero arrecare danni all'interno della provincia. In seguito a questi eventi anche i Longobardi, come altre dieci tribù, mandarono ambascerie a Iallo Basso, governatore della Pannonia superiore, per chiedere la pace; ottenutala, i messi tornarono nelle loro terre.
Dopo la sconfitta della coalizione marcomannica, la diminuzione del potere dei Longobardi seguita alla ritirata del 167 li portò probabilmente ad allearsi a popoli vicini più forti, come i Sassoni, mantenendosi comunque indipendenti. Rimasero presso l'Elba fino alla seconda metà del IV secolo, anche se un nuovo processo migratorio verso sud aveva già avuto avvio agli inizi del III.

## La migrazione dall'Elba al Danubio

### La risalita dell'Elba
Nel periodo successivo alle guerre marcomanniche la storia dei Longobardi è sostanzialmente sconosciuta. L'Origo riferisce di un'espansione nelle regioni di "Anthaib", "Bainaib" e "Burgundaib"; in Paolo Diacono le medesime regioni sono indicate come "Anthab", "Banthaib" e "Vurgundaib". I tentativi di identificare con esattezza tali aree da parte della storiografia moderna non sono andate oltre allo stadio di ipotesi, ma è comunque certo che si tratta di spazi compresi tra il medio corso dell'Elba e l'attuale Boemia settentrionale. Si trattò di un movimento migratorio dilazionato nel corso di un lungo periodo, compreso tra il II e il IV secolo, e non costituì un processo unitario, quanto piuttosto una successione di piccole infiltrazioni in territori abitati contemporaneamente anche da altri popoli germanici.

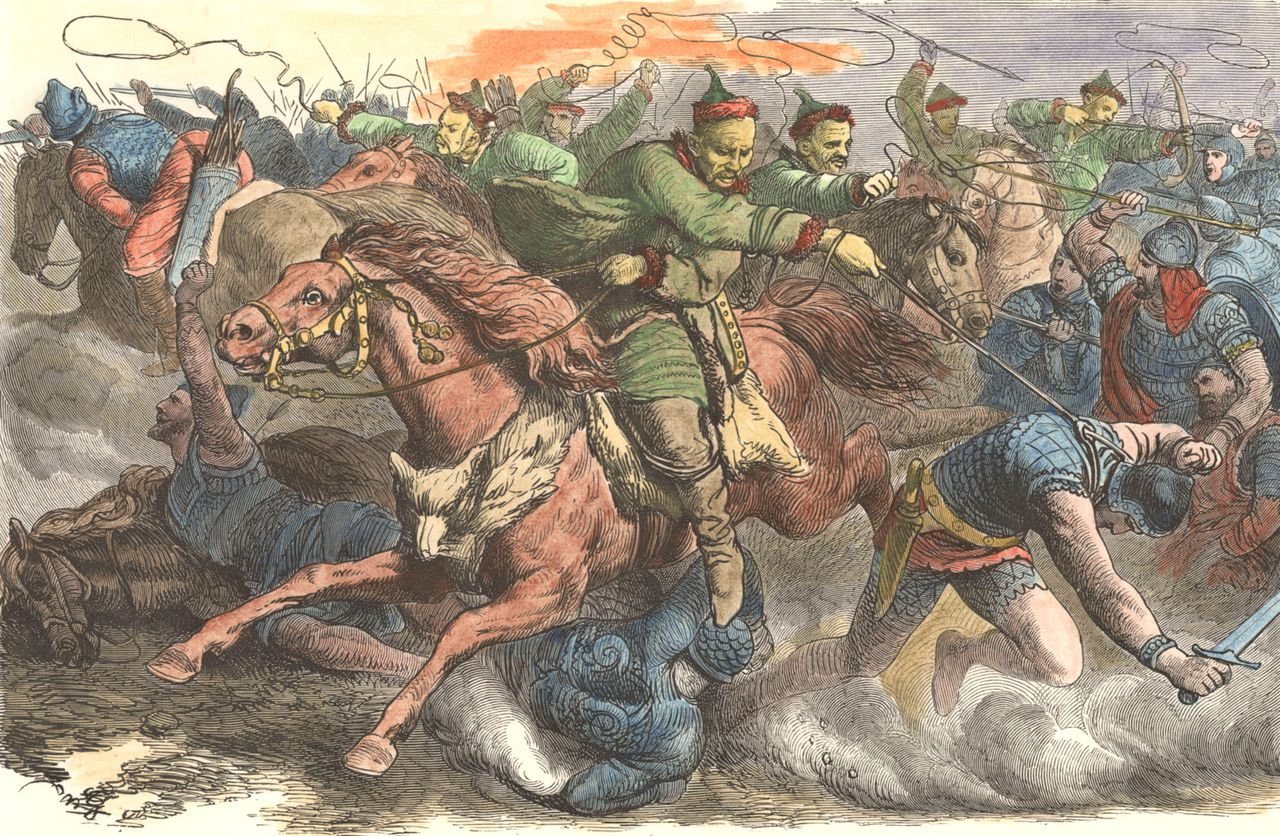
Gli Unni in battaglia in un'illustrazione ottocentesca.

Tra la fine del IV e l'inizio del V secolo, i Longobardi tornarono a darsi un re, Agilmondo, e dovettero confrontarsi con gli Unni, chiamati "Bulgari" da Paolo Diacono. Nonostante un'iniziale sconfitta e la morte sul campo dello stesso sovrano, secondo la tradizione longobarda riuscirono a non essere ridotti al rango di loro vassalli grazie al valore del nuovo re, Lamissone. La storiografia moderna, tuttavia, non è concorde sul credito che si deve accordare a questa ricostruzione: se è possibile che in effetti i Longobardi avessero conservato la propria indipendenza, o almeno un'autonomia, rispetto agli Unni, i nomi dei successori di Lamissone - Leti (da cui prese nome la prestigiosa stirpe regia dei Letingi), Ildeoc e Godeoc - sembrano indicare un'onomastica alla unna (unno -juks), e quindi una reale e forse non breve sottomissione. La battaglia vinta da Lamissone non sarebbe stato quindi che un fortunato episodio di rivolta al nuovo dominatore contro le genti germaniche, iraniche e slave dell'Europa centrale.
Sempre tra IV e V secolo ebbe avvio la trasformazione dell'organizzazione tribale longobarda verso un sistema guidato da un gruppo di duchi; questi comandavano proprie bande guerriere sotto un sovrano che, ben presto, si trasformò in un re vero e proprio. Il re, eletto come generalmente accadeva in tutti i popoli indoeuropei per acclamazione dal popolo in armi (gairethinx), aveva una funzione principalmente militare, ma godeva anche di un'aura sacrale (lo heill, 'carisma'); tuttavia, il controllo che esercitava sui duchi era generalmente debole.

### Lo stanziamento sul medio Danubio
Nel 488-493 i Longobardi, guidati da Godeoc e poi da Claffone, "ritornarono" alla storia e, attraversata la Boemia e la Moravia, si insediarono nella "Rugilandia", le terre a ridosso del medio Danubio lasciate libere dai Rugi a nord del Norico dove, grazie alla fertilità della terra, poterono rimanere per molti anni; per la prima volta entrarono in un territorio marcato dalla civiltà romana. In quel momento, infatti, a causa delle lotte in Italia fra Odoacre e Teodorico, si era verificato un vuoto di potere a nord del Danubio: i Rugi che l'occupavano erano stati vinti da Odoacre e costretti a cercare rifugio tra gli Ostrogoti di Teodorico. All'epoca i Longobardi erano ormai diventati un vasto popolo che, nel corso dei suoi spostamenti, aveva inglobato o sottomesso diversi individui, gruppi e forse anche intere tribù, germaniche o di altra origine, incontrate durante la migrazione.
Giunti presso il Norico, i Longobardi ebbero conflitti con i nuovi vicini, gli Eruli, e finirono per stabilirsi nel territorio detto "Feld" (forse la Piana della Morava, situata a oriente di Vienna), molto probabilmente sotto pressione degli Eruli di cui sembrano essere stati tributari. Tuttavia, sotto il nuovo re, Tatone, sfidato e insultato dal re degli Eruli, Rodolfo, i Longobardi si sollevarono e li sterminarono, eliminando anche lo stesso Rodolfo (508). La sconfitta degli Eruli fu tale da causare la scomparsa di questo popolo dalle cronache, mentre i Longobardi accrebbero la loro ricchezza e importanza in modo considerevole. Il fatto che Rodolfo fosse legato a Teodorico, che l'aveva cresciuto e addestrato alla guerra secondo la pratica germanica del fosterage, è un indizio che questo cambio drammatico di fortune fu solo un episodio nel generale conflitto concentrico scatenato da Franchi e Bizantini contro gli Ostrogoti, e porta a ritenere che Tatone fosse un membro - di importanza crescente - di questa alleanza.
Verso il 510 Tatone fu ucciso dal nipote Vacone, che si autoproclamò re, anche se non riuscì ad estinguere del tutto i discendenti di Tatone: il nipote Idelchi riuscì a fuggire presso i Gepidi, che pensarono di servirsene come arma anti-longobarda, ma il loro progetto fu frustrato dalla straordinaria aggressività sia militare sia politica di Vacone. Il nuovo re infatti si sposò tre volte, la prima volta con la principessa turingia Ranicunda, la seconda con la principessa gepida Austrigusa e infine con la principessa erula Silinga, mettendo così a segno, di volta in volta, alleanze strategiche con Turingi, Gepidi e infine con ciò che restava degli Eruli. Il culmine della politica matrimoniale di Vacone fu però il matrimonio di sua figlia Visegarda con Teodeberto I, re dei Franchi (530). Morta poco dopo Visegarda, il legame fu reiterato col matrimonio tra la sorella più giovane di Visegarda, Valdrada, con Teodebaldo, figlio del re franco.

### Lo stanziamento in Pannonia

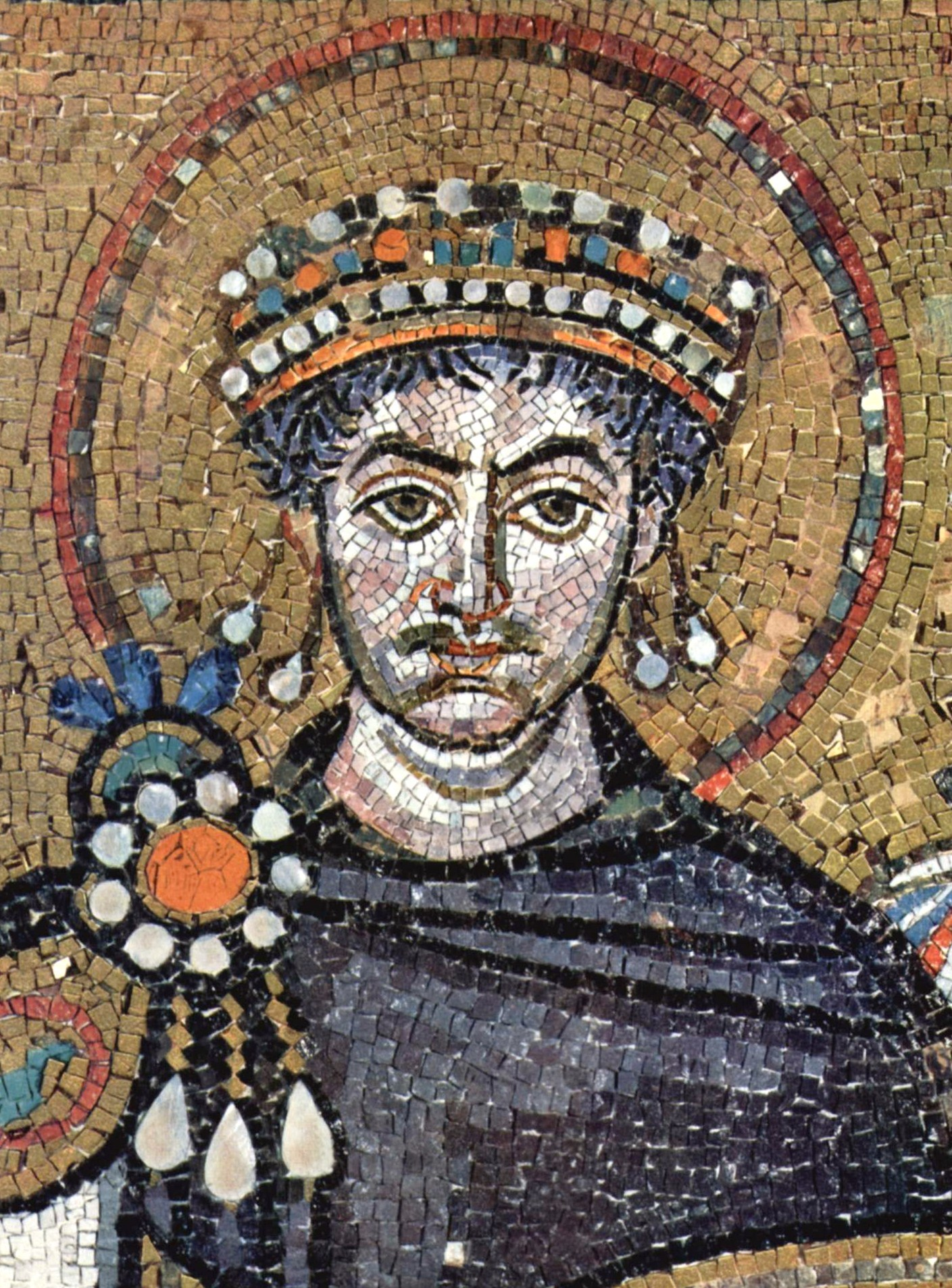
L'imperatore bizantino Giustiniano in un mosaico della basilica di San Vitale a Ravenna (VI secolo).

L'alleanza con Bisanzio e i Franchi permise a Vacone di mettere a frutto le convulsioni che scossero il Regno ostrogoto, soprattutto dopo la morte del re Teodorico nel 526: sottomise così gli Svevi presenti nella regione e occupò la Pannonia I e Valeria (l'attuale Ungheria a ovest e a sud del Danubio). Nel 539 Vacone respinse un'offerta di alleanza (o piuttosto, visti gli estremi cui gli Ostrogoti erano giunti, una supplica) del re ostrogoto Vitige col pretesto della propria alleanza con l'imperatore Giustiniano: l'episodio conferma come in quel momento i Longobardi fossero una potenza sempre più integrata nello schieramento franco-bizantino.
Ormai saldamente al potere e disponendo delle risorse di un grandissimo territorio, che dalla Boemia raggiungeva ormai la Pannonia, Vacone era uno dei più importanti re d'Europa. Alla sua morte (540) il figlio Valtari era minorenne; quando, pochi anni dopo, morì, il suo reggente Audoino usurpò il trono ignorando i diritti dei Letingi. La situazione politica erodeva lo spazio di manovra dei Longobardi, col sempre crescente potere dei Franchi che, accordatisi con il nuovo re ostrogoto Totila, erano riusciti a occupare il Norico e a fare ulteriori passi in Italia settentrionale, mettendo così anche a rischio i piani di Giustiniano sull'Italia.
Audoino modificò il quadro delle alleanze del predecessore, accordandosi (nel 547 o nel 548) con Giustiniano per occupare, in Pannonia, la provincia Savense (il territorio che si stende fra i fiumi Drava e Sava) e parte del Norico, in modo da schierarsi nuovamente contro i vecchi alleati Franchi e Gepidi e consentire a Giustiniano di disporre di rotte di comunicazione sicure con l'Italia. Il nuovo stato di cose fu suggellato dal matrimonio di Audoino con una principessa turingia, figlia di un re (Ermanafrido) assassinato dai Franchi e di una principessa di stirpe amala, nipote di Teodorico. Il matrimonio con una principessa diretta discendente di Teodorico consentiva ad Audoino, un usurpatore, di sfruttare l'estremo prestigio sempre goduto dagli Amali e metteva in difficoltà il re degli Ostrogoti, Totila, che non poteva vantare connessioni di questo tipo.
Grazie anche al contributo militare di un modesto contingente bizantino e, soprattutto, dei cavalieri avari, i Longobardi affrontarono i Gepidi e li vinsero (552), mettendo fine alla lotta per la supremazia nell'area norico-pannonica. In quella battaglia si distinse il figlio di Audoino, Alboino. Ma uno strapotere dei Longobardi in quella zona non serviva gli interessi di Giustiniano e quest'ultimo, pur servendosi di contingenti longobardi anche molto consistenti contro Totila e perfino contro i Persiani, cominciò a favorire nuovamente i Gepidi. Audoino cercò di riavvicinarsi ai Franchi, ma quando morì e salì al trono Alboino i cattivi rapporti con i Gepidi, sempre più spalleggiati dai Bizantini, esplosero in un conflitto che terminò nel 565 con una sconfitta longobarda. 
Per risollevare le proprie sorti Alboino dovette stipulare un'alleanza con gli Avari, che però prevedeva in caso di vittoria sui Gepidi che tutto il territorio occupato dai Longobardi andasse agli Avari. Nel 567 un doppio attacco ai Gepidi (i Longobardi da ovest, gli Avari da est) si concluse con due cruente battaglie, entrambe fatali ai Gepidi, che scomparivano così dalla storia; i pochi superstiti vennero assorbiti dagli stessi Longobardi. Gli Avari si impossessarono di quasi tutto il loro territorio, salvo Sirmio e il suo territorio, che tornarono ai Bizantini.

## L'invasione dell'Italia
Sconfitti i Gepidi, la situazione era cambiata assai poco per Alboino, che al loro posto aveva dovuto lasciar insediare i non meno pericolosi Avari; dalla sanguinosa campagna non aveva ricavato nient'altro che gloria e i suoi vassalli, che vedevano gli Avari impossessarsi del bottino per cui avevano combattuto, cominciarono a mostrarsi poco convinti della sua guida. Decise quindi di lanciarsi verso le pianure dell'Italia, appena devastate dalla sanguinosa guerra gotica e quindi meno pronte a una difesa a oltranza; per guardarsi le spalle si accordò ancora con gli Avari, che poterono stanziarsi nella Pannonia lasciata dai Longobardi (e quindi tagliare le linee di comunicazione di Bisanzio); in caso di ritorno dei precedenti proprietari, gli Avari avrebbero dovuto restituire la regione.

I domini longobardi dopo la morte di Alboino (572) e le conquiste di Faroaldo e Zottone (575 circa).

Nel 568 i Longobardi, sempre guidati da Alboino, invasero l'Italia attraversando l'Isonzo. Insieme a loro c'erano contingenti di altri popoli, come ventimila Sassoni che rimasero sempre in qualche modo separati dai Longobardi, fino a che lo scoppio di disaccordi sul loro diritto a non essere assorbiti non portò alla loro ritirata a nord delle Alpi, nel 573. Jörg Jarnut, e con lui la maggior parte degli autori, stima la consistenza numerica totale dei popoli in migrazione tra i cento e i centocinquantamila fra guerrieri, donne e non combattenti. Non esiste tuttavia pieno accordo tra gli storici a proposito del loro reale numero; altre stime parlano di non meno di trecentocinquantamila persone in totale. Secondo la leggenda, riportata dall'Origo gentis Langobardorum e ripresa da Paolo Diacono ma storicamente infondata, i Longobardi mossero verso l'Italia su invito del generale bizantino Narsete, che avrebbe così cercato vendetta contro l'imperatore Giustino che l'aveva rimosso dal governo dell'Italia:
(Paolo Diacono, Historia Langobardorum, II, 5)
La resistenza bizantina fu debole; le ragioni della facilità con la quale i Longobardi sottomisero l'Italia sono tuttora oggetto di dibattito storico. All'epoca la consistenza numerica della popolazione era al suo minimo storico, dopo le devastazioni seguite alla Guerra gotica; inoltre i Bizantini, che dopo la resa di Teia, l'ultimo re degli Ostrogoti, avevano ritirato l'esperto comandante Narsete dall'Italia perché impegnati contemporaneamente anche contro Avari e Persiani, si difesero solo nelle grandi città fortificate. Gli Ostrogoti che erano rimasti in Italia verosimilmente non opposero strenua resistenza, vista la scelta fra cadere in mano ai Longobardi, dopotutto Germani come loro, o restare in quelle dei Bizantini.
La prima città a cadere nelle mani di Alboino fu Cividale del Friuli (allora "Forum Iulii"), dove il sovrano insediò suo nipote Gisulfo come duca. Poi cedettero, in rapida successione, Aquileia, Vicenza, Verona e quasi tutte le altre città dell'Italia nordorientale. Nel settembre 569 aprirono le porte agli invasori Milano e Lucca e nel 572, dopo tre anni di assedio, cadde anche Pavia; Alboino ne fece la capitale del suo regno. Negli anni successivi i Longobardi proseguirono la loro conquista discendendo la penisola fino all'Italia centro–meridionale, dove Faroaldo e Zottone, forse con l'acquiescenza di Bisanzio, conquistarono gli Appennini centrali e meridionali, divenendo rispettivamente i primi duchi di Spoleto e di Benevento. I Bizantini conservarono alcune zone costiere dell'Italia continentale: l'Esarcato (la Romagna, con capitale Ravenna), la Pentapoli (comprendenti i territori costieri delle cinque città di Ancona, Senigallia, Fano, Pesaro e Rimini) e gran parte del Lazio (inclusa Roma) e dell'Italia meridionale (le città della costa campana, Salerno esclusa, la Puglia e la Calabria).
Inizialmente il dominio longobardo fu molto duro, animato da spirito di conquista e saccheggio: un atteggiamento ben diverso, quindi, da quello comunemente adottato dai barbari foederati, per più lungo tempo esposti all'influenza latina. Se nei primi tempi si registrarono anche veri e propri massacri, già verso la fine del VI secolo l'atteggiamento dei Longobardi si addolcì, anche in seguito all'avvio del processo di conversione dall'arianesimo al credo niceno della Chiesa di Roma.

### Fonti primarie
- Cassiodoro, Chronica, in  Theodor Mommsen (a cura di), Auctores antiquissimi XI, in Monumenta Germaniae Historica[collegamento interrotto], Berlino, 1894,  pp. 109–161.
- Dione Cassio, Historia Romana.
- Eginardo, Annales Regni Francorum (Annali del Regno dei Franchi), in  Friedrich Kurze (a cura di), Monumenta Germaniae Historica[collegamento interrotto], Hannover, 1895,  Scriptores rerum Germanicarum in usum scholarum separatim editi 6.
- Origo gentis Langobardorum, in  Georg Waitz (a cura di), Scriptores rerum Langobardicarum et Italicarum saec. VI–IX, in Monumenta Germaniae Historica, Hannover, 1878,  pp. 1–6.
- Paolo Diacono, Historia Langobardorum, in  Georg Waitz (a cura di), Monumenta Germaniae Historica, Hannover, 1878,  Scriptores rerum Langobardicarum et Italicarum saec. VI–IX, 12–219. Trad .it:  Paolo Diacono, Storia dei Longobardi, a cura di Lidia Capo, Milano, Lorenzo Valla/Mondadori, 1992, ISBN 88-04-33010-4. Testo disponibile su Wikisource.
- Procopio di Cesarea, Bellum Gothicum.
- Tacito, Germania .
- Claudio Tolomeo, Geographia.
- Velleio Patercolo, Historiae Romanae ad M. Vinicium libri duo.
- Widsith.

### Letteratura storiografica
- Anthony Birley, Marco Aurelio, Milano, Rusconi, 1990, ISBN 88-18-18011-8.
- Lidia Capo, Commento, in Paolo Diacono, Storia dei Longobardi, Milano, Lorenzo Valla/Mondadori, 1992, ISBN 88-04-33010-4.
- Franco Cardini, Marina Montesano, Storia medievale, Firenze, Le Monnier, 2006, ISBN 88-00-20474-0.
- Nicoletta Francovich Onesti, Vestigia longobarde in Italia (568-774) - Lessico e Antroponimia.
- Jörg Jarnut, Storia dei Longobardi, traduzione di Paola Guglielmotti, Torino, Einaudi, 1995  [1982], ISBN 88-06-13658-5.
- Paolo Possenti, Romània e Longobardia, in Le radici degli italiani, Milano, Effedieffe, 2001,  Vol. II..
- Ján Rajtár, Nuove testimonianze archeologiche delle guerre dei Marcomanni a nord del medio Danubio, in Maurizio Buora; Werner Buost (a cura di), Roma sul Danubio. Da Aquileia a Carnuntum lungo la via dell'ambra, Roma, L'Erma di Bretschneider, 2002, ISBN 88-8265-208-4.
- Sergio Rovagnati, I Longobardi, Milano, Xenia, 2003, ISBN 88-7273-484-3.

### Contesto storico generale
- Alto Medioevo
- Franchi
- Germani
- Impero bizantino
- Invasioni barbariche

### Approfondimenti sull'età longobarda
- Arte longobarda
- Sovrani longobardi
- Duca (Longobardi)
- Regno longobardo
- Società longobarda